# Comitato di Modrussa-Fiume
Il comitato di Modrussa-Fiume o Modrus-Fiume (in ungherese Modrus-Fiume vármegye, in croato Modruško-riječka županija) è stato un antico comitato del Regno d'Ungheria situato nell'odierna Croazia centroccidentale. Il comitato apparteneva al regno autonomo di Croazia e Slavonia; suo capoluogo era la città di Ogulin.

## Geografia fisica
Il comitato di Modrussa-Fiume confinava a nordovest con i territori austriaci del Litorale Adriatico e della Carniola e con quello ungherese di Fiume, a nordest con il comitato croato-slavone di Zagabria, a sudest con la Bosnia ed Erzegovina (austriaca) e a sudovest con il comitato di Licca-Corbavia (pure quest'ultimo facente parte della Croazia-Slavonia). Il territorio del comitato era bagnato dal mar Adriatico in prossimità del Quarnero; la prospiciente isola di Veglia faceva invece parte della Dalmazia austriaca.

## Storia
Il nome ungherese del comitato deriva dai nomi delle due località di Fiume e Modrussa (in croato Modruš); quest'ultima, oggi ridotta ad un'insignificante borgata del comune di Josipdol, era un tempo sede dell'omonima diocesi cattolica. La città di Fiume, che costituiva invece il più importante porto del Regno d'Ungheria, non faceva però parte del comitato di Modrussa-Fiume ed era direttamente soggetta all'amministrazione ungherese.
In seguito alla prima guerra mondiale il comitato fu sciolto e col trattato del Trianon (1920) passò al Regno dei Serbi, Croati e Sloveni (poi trasformatosi in Regno di Jugoslavia). Dal 1991, anno dell'indipendenza dalla Jugoslavia, il territorio dell'antico comitato appartiene alla Croazia e corrisponde alle contee litoraneo-montana e di Karlovac.
| Controllo di autorità | VIAF (EN) 316637656 |